# Adelaide
Adelajda, izvorno Adelaide, je glavno mesto avstralske zvezne države Južna Avstralija. Po velikosti je peto največje mesto v Avstraliji in ima populacijo okoli 1,1 milijona prebivalcev.

## Zgodovina
Prvotni prebivalci so bili Kaurna aborigini. Decembra 1836 je Colonel William Light izbral lego za mesto, ki ga je načrtoval. Mesto so imenovali Adelaide po kraljici Adelaidi, ženi britanskega kralja Viljema IV. Z razliko od drugih avstralskih mest, se v Adelaide niso naselili zaporniki, ampak svobodni ljudje .